# Pont sur l'Uvac à Žvale
Le pont sur l'Uvac à Žvale (en serbe cyrillique : Мост на Увцу у насељу Жвале ; en serbe latin : Most na Uvcu u naselju Žvale) est situé à Žvale, dans la municipalité de Sjenica et dans le district de Zlatibor, en Serbie. Il est inscrit sur la liste des monuments culturels protégés de la république de Serbie (identifiant no SK 189).

## Présentation
Le pont a été construit au XVIe siècle, au temps de l'expansion de l'Empire ottoman en l'Europe, et il constituait un passage sur la route impériale Sarajevo-Istanbul.
Le pont était constitué de trois arches qui ressemblaient à celles du pont de Višegrad.
À partir de 1974 a été construite la centrale hydroélectrique Uvac, en même temps que tout un réseau de centrales sur la rivière Lim, donnant ainsi naissance au lac de Sjenica, un lac de barrage. Avant le remplissage, l'Institut pour la protection du patrimoine de Kraljevo a conclu un accord avec la directions des centrales du Lim et des travaux de restauration et de protection du pont ont pu être réalisés.
Aujourd'hui, le pont se trouve au fond du lac, entre 60 et 70 m de profondeur.